# Jan Jarmoliński
Jan Jarmoliński herbu Korczak (zm. przed 11 kwietnia 1654) – sędzia krzemieniecki w latach 1644-1653.
Poseł na sejm 1645 roku.